# Ratpenat pàl·lid de Van Gelder
El ratpenat pàl·lid de Van Gelder (Bauerus dubiaquercus) és un ratpenat que viu a Belize, Costa Rica, El Salvador, Guatemala, Hondures i Mèxic.